# Borgo Sud
Borgo Sud è un romanzo di Donatella Di Pietrantonio pubblicato nel 2020. Si tratta del sequel de L'Arminuta (2017).

## Storia Editoriale
Il libro è stato finalista del Premio Strega 2021.

## Trama
Diversi anni dopo la fine della precedente storia, la protagonista (anche stavolta mai chiamata per nome) è ormai una donna sui quarant'anni, insegnante di italiano in una scuola di Grenoble. La donna viene improvvisamente richiamata a Pescara, e precisamente nella zona marinara denominata Borgo Sud, per una non meglio specificata emergenza che riguarda sua sorella Adriana; le due, inseparabili durante l'adolescenza, da adulte si sono allontanate a causa delle loro differenze caratteriali e delle diverse scelte di vita: tanto assennata e colta è la protagonista, tanto scapestrata e rozza è divenuta Adriana. Durante il viaggio che la riporta a Borgo Sud, l'ormai ex-Arminuta ripercorre gli ultimi quindici anni della sua vita.
La protagonista era sposata con l'affascinante dentista Piero, col quale viveva una vita serena ma senza troppi stimoli; invece Adriana, dopo aver abbandonato gli studi, si era innamorata di un pescatore, Rafael; con lui Adriana era andata a vivere a Borgo Sud, dove si era perfettamente integrata nella piccola comunità marinara. Un giorno, tuttavia, Adriana aveva fatto irruzione in casa di sua sorella, portandosi dietro un neonato di nome Vincenzo (lo stesso nome del fratello che le due avevano tragicamente perso nel precedente libro), con addosso segni di violenza: aveva poi lasciato intendere che Rafael, adesso imbarcatosi su una nave mercantile come marinaio, avesse contratto dei debiti con la malavita, che avevano messo in pericolo Adriana e Vincenzo, il figlio che i due avevano avuto insieme.
La protagonista cerca di aiutare Adriana a trovare un lavoro per rendersi indipendente da Rafael e aiutarlo a ripianare i suoi debiti; il suo pessimo carattere e i modi spicci le creano però molte difficoltà, così come l'incapacità di staccarsi da Rafael e da Borgo Sud. Questo contribuisce ad allontanare Adriana dalla sorella e dal resto della famiglia, al punto che quando la loro madre si ammala di cancro, Adriana non le sta vicina; quando la donna muore, lei non si presentata al funerale se non al termine della cerimonia. Adriana riesce infine a pagare i debiti di Rafael, ma a costo di inimicarselo.
Intanto la protagonista inizia a notare dei cambiamenti in Piero: l'uomo comincia a non rincasare per la notte, a mostrarlesi freddo e a trovare scuse per non passare del tempo con lei; durante un pranzo molto importante per la carriera di sua moglie, inizia a comportarsi in maniera sgarbata, mettendola in imbarazzo. La donna inizia a pensare che lui abbia un'amante e i due si allontanano, anche se lui non riesce a staccarsi del tutto da lei; dopo il funerale della madre, tuttavia, Piero le confessa una verità perfino più amara: egli si è scoperto omosessuale e, dopo molti rapporti occasionali, si è legato sentimentalmente a un ragazzo; il suo comportamento durante il pranzo era dovuta a un'insinuazione che era stata fatta circa il suo rapporto con l'amante. I due coniugi si separano, e lei lascia Pescara per andare a lavorare in Francia.
Giunta a Pescara, la protagonista si reca in ospedale, dove Adriana è ricoverata in coma dopo essere precipitata da un balcone in circostanze poco chiare. Mentre la assiste ritrova Piero, felice della sua nuova vita, e Vincenzo, che crescendo è diventato un ragazzo molto intelligente ma indurito dalla vita. Nel tentativo di scoprire cosa sia successo davvero ad Adriana, la donna va a trovare Rafael, ma lo trova indigente e in pessime condizioni psicofisiche; sebbene rimanga convinta che sia stato lui a far cadere Adriana, non riuscirà a provarlo.
Alcuni giorni dopo Adriana si risveglia, ma rifiuta di riferire alla sorella se la sua caduta sia stata accidentale, un tentato suicidio o una violenza subita da Rafael o da altri. La protagonista le promette comunque di rimanerle accanto qualsiasi cosa accadrà.

## Edizioni
- Donatella Di Pietrantonio, Borgo Sud, Torino, Giulio Einaudi Editore, 2021, ISBN 9788806244781, OCLC 1238136826.